# Gustav Adolf Schweitzer
Pour les articles homonymes, voir Schweitzer.
Gustav Adolf Schweitzer (né le 19 avril 1847 à Dessau et mort en février 1914 à Düsseldorf) est un peintre paysagiste allemand.
Élève d'Oswald Achenbach à l'Académie des beaux-arts de Düsseldorf, il interrompt sa formation pour s'engager dans la guerre franco allemande de 1870.
Eugen Dücker et Albert Flamm comptent parmi ses professeurs. Guillaume II d'Allemagne est un de ses clients.